# Home Park
L'Home Park è lo stadio di calcio situato a Plymouth, Inghilterra, ed è la sede del Plymouth Argyle FC, che attualmente gioca nella Football League Championship.